# Paulus Aemilius Veronensis
Paulus Aemilius Veronensis (en italiano: Paolo Emilio da Verona) (Verona, c., 1455-París, 5 de mayo de 1529) fue un historiador italiano.
Nacido en Verona, su fama como historiador llegó a Francia, hacia donde viajó invitado alrededor del año 1499, durante el reinado de Carlos VIII, a fin de escribir la historia de los reyes franceses. Allí obtuvo una canonjía en la Catedral de Notre Dame de París. Paulus disfrutó del patrocinio y apoyo de Luis XII. Murió en París el 5 de mayo de 1529 antes de que pudiera terminar el encargo. Su obra, De Rebus gestis Francorum, fue traducida al francés en 1582, así como al italiano y al alemán.